# Nikita Magaloff
Nikita Magaloff (ur. 21 lutego 1912 w Sankt Petersburgu, zm. 26 grudnia 1992 w Vevey (Szwajcaria)) – gruziński pianista. Mąż Irene, córki skrzypka Józsefa Szigetiego.

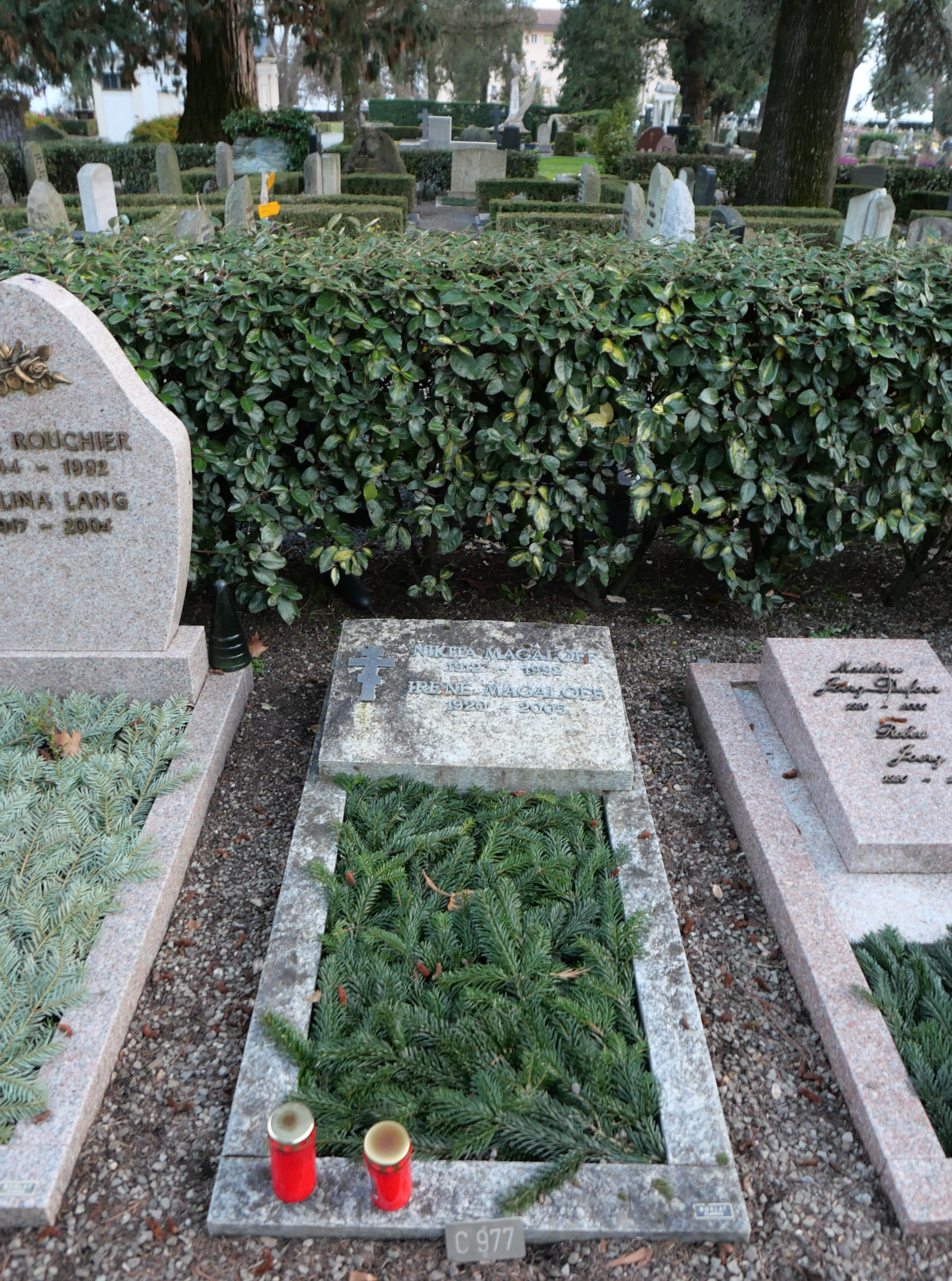
Grób w 2024 roku.

## Życiorys
Urodzony w Sankt Petersburgu, w rodzinie szlacheckiej. Gruzję opuścił w 1918 roku – wraz z rodziną wyjechał do Finlandii, później do Francji. W Paryżu studiował pod okiem Isidora Philippa – szefa wydziału pianistyki w tamtejszym konserwatorium. Razem z nim na uczelnię uczęszczali m.in. Ravel czy Prokofjew.
Najbardziej znany z umiłowania muzyki Fryderyka Chopina. Jako pierwszy w historii dokonał nagrania wszystkich dzieł kompozytora. Podczas gdy krytycy zarzucali tym wykonaniom brak głębi, Magaloff grał Chopina z niesłychanie bogatą fakturą brzmień, wystrzegając się przy tym zbytniego sentymentalizmu. Preferował oryginalne wersje utworów wprost z autografów Chopina zamiast edycji Fontany wydanych po śmierci kompozytora.
Równie uderzające są jego interpretacje utworów Mendelssohna. Magaloff potrafił wydobyć często pomijany pierwiastek melancholii z jego dzieł.
Magaloff odziedziczył po swoim nauczycielu elegancki, wyrafinowany wręcz styl gry odrzucając jednocześnie bardzo sentymentalny sposób interpretacji. Nie lubił wykonań w tym stylu, będąc krytycznym choćby wobec Paderewskiego twierdząc, że ten zafałszował styl chopinowski. Magaloff, w odniesieniu do stylu gry, sam siebie określił jako pianistę starej daty.
Styl pianisty z czasem zmieniał się – w miarę upływu lat stawał się coraz bardziej emocjonalny. W jednym z późnych wywiadów powiedział: „mając lat siedemdziesiąt doszedłem do wniosku, że tylko sentyment i strach przed śmiercią może być przyczyną niepohamowanego apetytu na życie”. Jego ostatnie nagrania były właśnie hołdem w kierunku tegoż apetytu.
W roku 1949 po śmierci swojego przyjaciela i kolegi po fachu – Dinu Lipattiego – zaczął prowadzić zajęcia w genewskim konserwatorium. Pracował tam przez 11 kolejnych lat do roku 1960. Wykształcił wielu świetnych pianistów, m.in. Marthę Argerich, Marię Tipo, Ingrid Haebler czy Walerego Sigalewicza.